# Organizm zmodyfikowany genetycznie
Organizm zmodyfikowany genetycznie, GMO (od ang. genetically modified organism) – organizm, którego genom został zmieniony metodami inżynierii genetycznej w celu uzyskania nowych cech fizjologicznych (lub zmiany istniejących). Pierwszy GMO został stworzony w 1973 roku, a pierwsze próby polowe miały miejsce w 1986 roku i dotyczyły tytoniu. Pierwsze komercyjne rośliny zmodyfikowane genetycznie zaczęto sprzedawać w Stanach Zjednoczonych w 1994 roku (zaprzestano jednak 3 lata później) – w pomidorach FlavrSavr zmniejszono aktywność genu odpowiadającego za proces dojrzewania i mięknięcia pomidora.

## Rodzaje modyfikacji genetycznych
Modyfikacje, jakim podlegają organizmy, można podzielić na trzy grupy:
- zmieniona zostaje aktywność genów naturalnie występujących w danym organizmie
- do organizmu wprowadzone zostają dodatkowe kopie jego własnych genów
- wprowadzany gen pochodzi z organizmu innego gatunku – organizmy transgeniczne.

Modyfikacje genetyczne wprowadzane metodami hodowlanymi są znane od starożytności – w ten sposób za pomocą selektywnego krzyżowania wytworzono heksaploidalną pszenicę zwyczajną oraz szereg mieszańców, takich jak pierwiosnek czy liczne międzygatunkowe krzyżówki wśród zwierząt (np. muł). Stosowano również szczepienie, a także środki chemiczne i promieniotwórcze aby przyspieszyć mutagenezę.
Modyfikacje genetyczne budzące najwięcej kontrowersji to przeważnie wprowadzenie genów pochodzących z innych gatunków, które nadają modyfikowanemu organizmowi pożądaną cechę, niewystępującą u niego naturalnie.
Główne zastosowania modyfikacji:
- zmodyfikowane mikroorganizmy są używane do produkcji pewnych substancji chemicznych, na przykład insuliny
- modyfikowanie roślin pozwala dodać/wzmocnić cechy zwiększające opłacalność produkcji.

## Modyfikacje genetyczne w biologii i medycynie
Organizmy transgeniczne mają szerokie zastosowania w badaniach współczesnej biologii i medycyny molekularnej, między innymi w badaniach nad rakiem, chorobami dziedzicznymi, chorobami zakaźnymi oraz w badaniach nad mechanizmami rozwoju (tzw. modele transgeniczne).
Przykłady organizmów transgenicznych w medycynie:
- mysi model białaczki[4].

## Modyfikowane organizmy

### Bakterie
Genetycznie modyfikowanych bakterii używa się głównie do produkcji pożądanych substancji chemicznych. Pierwszą bakterią GMO została Escherichia coli w 1973.

### Grzyby
W jednym z badań dodano kilka genów (jeden z nich pochodził od skorpiona) grzybowi Metarhizium anisopliae infekującemu komary. Dzięki temu szansa, że zarażą się one malarią zmalała kilkukrotnie.

### Zwierzęta

Tworzenie roślin genetycznie zmodyfikowanych

Modyfikacje zwierząt mają na celu głównie uzyskanie zwierząt o pożądanych cechach w hodowli – szybszym wzroście (świnie czy ryby), zastosowaniu ich w produkcji białek, enzymów i innych substancji wykorzystanych w przemyśle farmaceutycznym (jako bioreaktory), uodpornieniu na choroby. Pierwsze zmodyfikowane zwierzę stworzono w 1974 roku (był to mysi embrion).
Modyfikować genetycznie zwierzęta można, między innymi, w ramach terapii genowej.
Prognozuje się, że w przyszłości będzie można tak zmodyfikować zwierzęta, iż będą rozwijały się w nich tkanki i narządy przystosowane do ksenotransplantacji.

### Rośliny
Modyfikacje roślin uprawnych polegają przede wszystkim na wprowadzeniu lub usunięciu z nich określonych genów. Modyfikacje mają przede wszystkim na celu:
- zwiększenie odporności na herbicydy i szkodniki
- zwiększenie odporności na infekcje wirusowe, bakteryjne i grzybicze
- zwiększenie tolerancji na stres abiotyczny (głównie zmiany klimatyczne)
- przedłużenie trwałości owoców
- poprawę składu kwasów tłuszczowych oraz aminokwasów białek
- unormowanie stężenia fitoestrogenów
- zwiększenie zawartości suchej masy
- zmianę zawartości węglowodanów, karotenoidów i witamin
- usunięcie składników przeciwżywieniowych – toksyn, związków utrudniających przyswajanie składników odżywczych oraz związków, które podczas obróbki kulinarnej ulegają reakcjom chemicznym, wytwarzając toksyny. Modyfikacje te zwiększają np. zawartość nutraceutyków, czyli substancji niezbędnych dla zdrowia.

Na świecie najczęściej modyfikowanymi roślinami są: kukurydza, pomidory, soja zwyczajna, ziemniaki, bawełna, melony, tytoń. W Europie najczęściej modyfikuje się: kukurydzę, rzepak, buraki cukrowe.
Przykłady organizmów transgenicznych w rolnictwie:
- transgeniczne pomidory o przedłużonej trwałości (obecnie nie ma dostępnych na rynku)
- transgeniczne rośliny tytoniu, odporne na herbicydy
- soja transgeniczna odporna na działanie glifosatu.

### Wirusy
Wirusy nie są zaliczane do organizmów żywych, jednak zawierają materiał genetyczny, który można modyfikować metodami inżynierii genetycznej. Genetyczne zmodyfikowane wirusy służą w wielu terapiach:
- Jako wektor w terapii genowej[11]
- W immunoterapii[12]

## Wpływ
Wielu naukowców zajmujących się GMO uważa, że nie stanowią one większego zagrożenia niż organizmy niemodyfikowane. Stanowisko to popiera przynajmniej 271 organizacji naukowych, w tym:

- Światowa Organizacja Zdrowia (7000 członków, głównie lekarzy[25])[26]
- amerykańska National Academies of Sciences, Engineering, and Medicine (zrzesza 6000 członków, w tym 300 noblistów[27]; publikacja analizuje ok. 900 prac naukowych na temat bezpieczeństwa GMO)[28]
- Prezydium Polskiej Akademii Nauk[29]
- American Association for the Advancement of Science (na całym świecie zrzesza 262 towarzystwa naukowe i 127 tys. naukowców[30])[13]
- American Phytopathological Society (ponad 5000 członków[31])[32]
- American Society for Cell Biology (9000 członków z 62 krajów[33])[32]
- American Society for Microbiology (30 tys. członków[34])[32]
- American Society of Plant Biologists[32]
- amerykańska Agencja Żywności i Leków[35]
- Health Canada[32]
- Society of Toxicology (7700 członków z 61 krajów[36])[32]
- International Seed Federation[32]
- Council for Agricultural Science and Technology[32]
- Society for In Vitro Biology[32]
- Federation of Animal Science Societies[32]
- Amerykańskie Towarzystwo Medyczne (w 2011 roku zrzeszało ok. 200 tys. członków; liczba ta gwałtownie spada[37])[38]
- 14 włoskich towarzystw naukowych[32]
- International Society of African Scientists[32]
- Working Group 1 of the ENTRANSFOOD (grupa naukowców Komisji Europejskiej)[39]
- Food Standards Australia New Zeland[40]
- Royal Society of Medicine[40]
- Royal Society (1600 naukowców, w tym 80 noblistów[41])[40]
- Union der deutschen Akademien der Wissenschaften[40]
- Francuska Akademia Nauk (490 naukowców[42])[40]
- World Academy of Sciences (zrzesza ponad 1000 naukowców z 70 krajów)[40]
- Brazylijska Akademia Nauk[40]
- Chińska Akademia Nauk (56 000 naukowców[43])[40]
- Indyjska Akademia Nauk[40]
- Meksykańska Akademia Nauk[40]
- Międzynarodowa Rada Nauki (pozarządowa organizacja, w skład której wchodzi 31 międzynarodowych unii naukowych i 122 krajowe organizacje naukowe reprezentujące 142 kraje[44])[45]
- Europejski Urząd ds. Bezpieczeństwa Żywności (EFSA) (analiza oparta na 130 projektach naukowych przeprowadzonych przez 500 grup badawczych przez ponad 25 lat)[46]
- grupa naukowców pracująca dla rządu Szwajcarii (stanowisko po zrealizowaniu 30 projektów badawczych i opublikowaniu 3 metaanaliz ponad 1000 prac naukowych)[47]
- naukowcy Papieskiej Akademii Nauk[48].

Union of Concerned Scientists (organizacja kilkudziesięciu naukowców, w tym 6 związanych z agrotechniką) krytykuje obecne wykorzystanie GMO w rolnictwie. European Network of Scientists for Social and Environmental Responsibility przekonuje o konieczności dalszego prowadzenia badań nad wpływem GMO, a Institute of Science in Society uważa je za chorobotwórcze. Sceptyczne wobec GMO są również organizacje ekologiczne. Food and Water Watch i Worldwatch stwierdzają, że zmodyfikowane rośliny są nieopłacalne dla rolników i szkodliwe dla środowiska, a Center for Food Safety dodaje, że także dla zdrowia ludzi. Greenpeace uważa GMO za nieopłacalną dla rolników i nieprzebadaną technologię.
W 2011 roku na podstawie analizy 94 badań z lat 1996–2009 wykazano, że bycie autorem badań ukazujących GMO jako bezpieczne nie korelowało z jego finansowymi powiązaniami z koncernami biotechnologicznymi, ale korelowało z jego powiązaniami zawodowymi z sektorem GMO. 48% autorów zadeklarowało swoje źródło finansowania, przy czym okazało się, że większość naukowców, którzy tego nie zrobili, było powiązanych z firmami biotechnologicznymi. 38% badań miało źródło finansowania niezależne od przemysłu biotechnologicznego, a 8% – zależne (reszta była niezadeklarowana albo mieszana). W 44% badań przynajmniej jeden autor miał z nim powiązania. Badanie z 2015 roku wykazało, że przypadku 26% prac występował konflikt interesów, a w 16% badań jego istnienie było niewiadomą. W 2011 roku EFSA ulepszyła swoją politykę zapobiegania konfliktom interesów.
Do 2003 roku włącznie opublikowano 32 tys. badania o uprawach i żywności GMO, w tym 2 tys. o ich bezpieczeństwie. W latach 2002–2012 opublikowano przynajmniej 1783 badania nad bezpieczeństwem GMO, co czyni z niego jeden z lepiej przebadanych tematów w nauce. Według autorów statystyki nie wykazały one szkodliwości żywności modyfikowanej genetycznie.

### Zdrowie ludzi i zwierząt hodowlanych

#### Zdrowie ludzi
Brak negatywnych skutków zdrowotnych po spożyciu GMO przez ludzi potwierdziło wiele organizacji naukowych. Również metaanalizy i przeglądy systematyczne pokazują, że u ludzi nie ma żadnych efektów ubocznych po spożyciu GMO. Powstały również odmiany GMO, które niosą ze sobą mniejsze (w porównaniu od żywności niemodyfikowanej) ryzyko alergii. Podnosi się też argument, że GMO jest spożywane od 1995 roku przez miliony osób, jednak dotąd nie zaobserwowano z tego powodu epidemii. Recenzowane badania wskazują na to, że dla niemowląt niektóre odmiany GMO są zdrowsze od ich tradycyjnych odpowiedników.

#### Zdrowie zwierząt hodowlanych
Brak negatywnych skutków zdrowotnych po spożyciu GMO przez zwierzęta hodowlane potwierdziło wiele organizacji naukowych. Z analizy bazy IPAFEED, która zawiera ponad 3 tys. publikacji, płynie wniosek, iż używanie pasz GMO nie jest niezdrowe, a kilka raportów wskazuje, że uprawy odporne na niektóre szkodniki mają mniejsze stężenie toksyn niż niemodyfikowana żywność. Metaanaliza z 2012 roku 12 długoterminowych badań (90 dni-2 lata) i 12 wielopokoleniowych (2–5 generacji) wykazała, że GMO (w tym NK603) nie stwarza większego zagrożenia dla zwierząt niż żywność niemodyfikowana.

#### Glifosat
W roku 2012 zespół badawczy pod kierownictwem prof. G.-E. Séraliniego z Uniwersytetu w Caen opublikował w Food and Chemical Toxicology badania, z których wynika, że u szczurów linii Sprague-Dawley karmionych przez 2 lata kukurydzą NK603 – modyfikowaną genetycznie, typu Roundup Ready, obserwowano problemy zdrowotne, w tym częstsze występowanie nowotworów (50–80%; głównie rak sutka) niż w grupie kontrolnej (20–30%). Ponadto stwierdzono u nich zwiększoną śmiertelność. Podobnie niekorzystne miało być długotrwałe spożywanie przez szczury roztworu glifosatu o stężeniu uważanym za bezpieczne. Badania te spotkały się z ostrą krytyką części środowiska naukowego, zwłaszcza ze względu na brak odpowiedniej analizy statystycznej i małą liczebność badanych grup zwierząt (10 szczurów każdej płci w grupie, podczas gdy według standardów OECD powinno to być >65 osobników). Krytykowano również nierejestrowanie ilości jedzenia, jakie dostały szczury. Seralaini nie spełnił swojej obietnicy udostępnienia więcej informacji na temat przeprowadzonych doświadczeń, mimo że EFSA upubliczniła dane dotyczące analizy NK603. M.in. EFSA i niemiecki Bundesinstitut für Risikobewertung (BfR) uznały, że wnioski grupy Séraliniego nie znajdują oparcia w zaprezentowanych badaniach, a publikacja ma zbyt niską jakość naukową, aby mogła być brana pod uwagę przy ocenie ryzyka. Kilkanaście innych państwowych i międzynarodowych organizacji badających bezpieczeństwo żywności i agencji regulujących jej dostępność podzieliło to zdanie. Podobne oświadczenie wydała VIB, organizacja zrzeszająca 1200 naukowców z 60 krajów. 6 francuskich akademii nauk wystosowało wspólne oświadczenie (wydarzenie określone jako „ekstremalnie rzadkie”) – potępiające publikację Seraliniego. W czasopiśmie Food and Chemical Toxicology opublikowano szereg krytycznych listów do redakcji. Wyniki Séraliniego zyskały poparcie 131 naukowców i wywołała opinie, że konieczne jest wydłużenie obecnego standardowego 90-dniowego okresu badań żywieniowych na zwierzętach (pierwsze nowotwory w eksperymentach Séraliniego pojawiły się po 4 miesiącach, a większość po 18 miesiącach). W 2013 roku Food and Chemical Toxicology wycofał publikację Séraliniego. Praca została ponownie opublikowana w Environmental Sciences Europe w 2014 roku wraz z dodatkowymi danymi z intencją ułatwienia jej weryfikacji.
W 2014 roku metaanaliza ponad 1000 badań spełniających wymagane standardy przeprowadzona przez BfR wykazała, że glifosat nie wywołuje nowotworów, uszkodzeń płodu ani zaburzeń płodności. Rok później z wnioskami tymi zgodziła się EFSA
 (co skrytykowało 96 naukowców w liście otwartym), natomiast Międzynarodowa Agencja Badań nad Rakiem (MABR) zaklasyfikowała glifosat jako substancję prawdopodobnie rakotwórczą dla ludzi (grupa 2A) ze względu na względne dowody na zwiększanie ryzyka wystąpienia chłoniaka nieziarniczego. Zgodnie z metodologią MABR, aby dana substancja została uznana za „prawdopodobnie rakotwórczą”, wystarczy, że część badań na to wskazuje, nawet jeśli inne temu przeczą. Na tej podstawie Kalifornia zaklasyfikowała glifosat jako rakotwórczy, co Monsanto (producent tego herbicydu) zaskarżyło do sądu. BfR skrytykowało MABR za przeanalizowanie tylko części prac naukowych, a wielu innych naukowców i organizacji wytknęło MABR błędy. 
W 2016 roku na obradach FAO i WHO zaakceptowano wyniki badań na wielu organizmach zwierzęcych, wskazujące, że glifosat po podaniu doustnym nie powodował efektów genotoksycznych w dawkach do 2 g/kg masy ciała. Modele te uznano za właściwe do szacowania ryzyka genotoksyczności dla ludzi. Jako maksymalne dopuszczalne dzienne spożycie glifosatu i jego metabolitów ustalono dawkę 1 mg/kg m.c., a z powodu niskiej toksyczności glifosatu uznano, że nie ma potrzeby ustalania maksymalnej dopuszczalnej dawki jednorazowej (ARfD, z ang. acute reference dose). Analiza ta spotkała się z zarzutem „zbieżności interesów”, jako że przewodniczący obrad prowadzi instytut, który otrzymał dotację od Monsanto. W tym samym roku EPA stwierdziła, że glifosat nie jest kancerogenny. 
W 2017 roku Europejska Agencja Chemikaliów podtrzymała, że glifosat silnie uszkadza oczy i jest niebezpieczny dla organizmów wodnych. Jednocześnie skonkludowała, że obecne badania nie pozwalają sklasyfikować glifosatu jako kancerogen, mutagen czy związek chemiczny zagrażający reprodukcji.

### Rolnictwo i pokrewne dziedziny
PG Economics przygotowuje coroczne raporty (które ukazują się w recenzowanych czasopismach naukowych) o skutkach środowiskowych i socjoekonomicznych stosowania GMO. Raport z 2012 roku znalazł szereg korzyści wynikających z uprawy GMO. W 2010 r. plony kukurydzy były o 31 milionów ton wyższe, a soi o 14 milionów ton wyższe niż byłyby bez GMO. Na skutek tego zysk rolników – głównie z krajów rozwijających się – zwiększył się o 14 mld USD. Od 1996 roku zyski te zwiększyły się o 78,4 mld USD. Rośliny GMO szybciej dojrzewają i mają większą jakość. W Indiach pszczelarze tracą mniej pszczół. Innymi efektami są oszczędność paliwa, czasu i maszyn, a także lepsze zdrowie i bezpieczeństwo na farmach (ponieważ potrzeba 435 mln kg mniej pestycydów). Używanie mniejszej ilości paliwa (bo farmy są bardziej wydajne) daje w rezultacie mniejsze emisje dwutlenku węgla. Ponadto tolerujące środki chwastobójcze rośliny uprawia się na polach niezaoranych albo płytko zaoranych, które spryskuje się herbicydami. Pozwala to, by więcej dwutlenku węgla pozostawało w glebie, ponieważ oranie uwalnia dwutlenek węgla w efekcie tzw. oddychania gleby. Uprawy GMO w 2010 roku miały wpływ na emisję dwutlenku węgla równoważny likwidacji z transportu drogowego 8,6 miliona przeciętnych samochodów. Raport z 2013 roku stwierdza, że zyski ze stosowania GMO były wyższe o 19,8 mld USD od zysków, które zostałyby osiągnięte tylko przy użyciu konwencjonalnych upraw. Od 1996 roku różnica pomiędzy tymi zyskami wynosi 98 mld USD na korzyść GMO. Wiele innych raportów potwierdza korzystny wpływ GMO na rolnictwo i środowisko.
Prezydium Polskiej Akademii Nauk stoi na stanowisku, że GMO zwiększa produkcję pasz i żywności o lepszych walorach odżywczych i zdrowotnych, zmniejsza energochłonność i chemizację rolnictwa oraz jest wykorzystywane w produkcji bioleków, bioenergii i biomateriałów.
W 2009 roku opublikowano metaanalizę, zgodnie z którą w USA istnieją metody, które bardziej zwiększyły plony niż modyfikacja genetyczna soi i kukurydzy. Jednakże rok później w Nature ukazała się metaanaliza 49 recenzowanych publikacji naukowych, według której dzięki GMO plony były wyższe w krajach rozwiniętych o 6%, a w rozwijających się o 29% i to mimo zmniejszenia się pola upraw o 14–76%. 72% rolników stosujących GMO doświadczyło pozytywnych skutków ekonomicznych. Wnioski te potwierdzają coroczne raporty PG Economics.
Stosowanie GMO powoduje, że erozje są mniej częste, gdyż nie wymaga ono głębokiej orki i zmniejsza zużycie wody.
Z roślin GMO produkuje się biopaliwa, co zwiększa bezpieczeństwo energetyczne.
Przeciwnicy GMO argumentują, że rolnicy „uzależniają się” od korporacji biotechnologicznych, gdyż są one właścicielami patentów na GMO. Innym argumentem jest przejmowanie rynku przez korporacje i powodowanie bankructw rolników pracujących dla siebie. Tymczasem 90% rolników uprawiających GMO pracuje dla siebie, nie dla firm, co zmniejsza biedę na całym świecie. Nasiona większości odmian niemodyfikowanych również są opatentowane. Zwolennicy GMO wskazują, że nie ma nic złego w opłatach licencyjnych za korzystanie z danych odmian, bo zawsze je można zmienić, a dzięki tym opłatom firmy biotechnologiczne się rozwijają, co służy całemu społeczeństwu.
Organizacja charytatywna African Biodiversity Network uważa, że w Afryce rolnictwo organiczne jest lepszym rozwiązaniem od GMO. Przedstawicielstwo stwierdza również, że wszystko, co oferuje inżynieria genetyczna można osiągnąć w ramach innych metod.

#### Bioróżnorodność
W 2007 roku International Union for Conservation of Nature stwierdziła, że nie ma argumentów za bezpośrednim zmniejszaniem przez GMO bioróżnorodności.
W latach 1996–2011 areał upraw zmniejszył się o 109 mln ha, gdyż GMO jest wydajniejsze od konwencjonalnych upraw. Stosowanie GMO zapobiegło wycince 91 mln ha lasów, gdyż wymaga mniejszych gruntów ornych niż uprawy tradycyjne.
W 2012 roku w Nature ukazała się praca ogłaszająca, że uprawa bawełny Bt chroni wiele owadów, a więc i tym samym wiele upraw, także konwencjonalnych.
Roundup niszczy między innymi trojeść, czyli roślinę, na której żeruje monarcha, co przyczynia się do spadku jego populacji.
Według pracy z 2014 roku z powodu mniejszej liczby odmian roślin GMO niż nie-GMO stosowanie tych pierwszych może się przyczyniać do zmniejszania bioróżnorodności na polach. Gdy jednak wystarczająco dużo odmian roślin GMO jest dostępnych (np. w przypadku bawełny w Indiach) tak się nie dzieje.
Na większości upraw GMO w Wielkiej Brytanii liczba nasion chwastów, którymi żywią się ptaki zmalała, co może mieć negatywny wpływ na ich populację. Odwrotny efekt występował jedynie w przypadku upraw kukurydzy GMO.
Roundup jest mniej szkodliwy dla środowiska, niż jego zamienniki, które trzeba stosować w przypadku upraw nie-GMO.

#### Pestycydy i szkodniki uodporniające się na nie
Na powstawanie szkodników odpornych na pestycydy żywność GMO ma mniejszy wpływ niż inna żywność, gdyż podczas uprawy tej pierwszej zużywa się mniej pestycydów. Same superchwasty pojawiły się zanim rozpowszechniono GMO i częstość ich powstawania nie zmieniła się po 1996 roku, kiedy to GMO zaczęto uprawiać na większą skalę. Z tego powodu żywność traktowana glifosatem zawiera mniej toksyn niż tradycyjna.

#### Głód
ONZ i OECD wskazuje GMO jako środek w walce z głodem. Dyrektor Międzynarodowego Centrum Nauk Chemicznych i Biologicznych stwierdził, że GMO to najlepszy sposób na zwiększenie produkcji żywności. Fundacja Billa i Melindy Gates również popiera to stanowisko. Raport The Information Technology & Innovation Foundation rekomenduje użycie GMO do wyżywienia ludzkości w ocieplającym się klimacie.
Z raportu przygotowanego na zlecenie ONZ przez International Assessment of Agricultural Knowledge, Science and Technology for Development wynika, że GMO nie jest efektywnym rozwiązaniem problemu głodu na świecie, jak często przedstawiają to koncerny agrochemiczne. Problem jest o wiele bardziej złożony niż wyprodukowanie nadwyżek żywności, które mogą też być uzyskane dzięki uprawom bez modyfikacji genetycznych. Raport przeciwko GMO popiera Greenpeace.

## Dostępność
W 2015 roku GMO uprawiano na 180 mln hektarów, czyli 12% ziem nadających się pod uprawę. Prawie co roku powierzchnia upraw GMO rośnie, w 2012 roku o 6%. W 2014 roku 70 krajów uprawiało, importowało lub przeprowadzało testy polowe GMO. W 59 krajach wydano 2500 pozwoleń na uprawę GMO.

### Afryka
W 2015 roku dziewiątym pod względem wielkości producentem GMO było RPA. Kenia, Ghana i Nigeria pozwalają na produkcję i import GMO.

### Ameryka Południowa
W 2015 roku drugim pod względem wielkości producentem GMO była Brazylia (44 mln ha soi, kukurydzy i bawełny), a trzecim Argentyna (25 mln ha soi, kukurydzy i bawełny). W 2012 Peru zakazało na 10 lat uprawy, importu i używania żywności modyfikowanej genetycznie.

### Ameryka Północna
W 2015 roku największym producentem GMO było USA (71 mln ha kukurydzy, soi, bawełny, rzepaku, buraka cukrowego, lucerny siewnej, papai, dyni i ziemniaka). W 2015 roku pierwszym genetycznie modyfikowanym zwierzęciem dopuszczonym do sprzedaży został łosoś AquAdvantage, który potrzebuje 25% mniej pożywienia, aby dorosnąć do tych samych rozmiarów, co łosoś niemodyfikowany. W związku z tym ekolodzy przekonujący o niedostatecznym zbadaniu zmodyfikowanego łososia złożyli pozew sądowy.

### Australia i Oceania
Malezja, Nowa Zelandia i Australia wymagają znakowania jedzenia GMO. Uprawiane są genetycznie modyfikowane bawełna, rzepak i goździki.

### Azja
W 2015 roku największymi azjatyckimi producentami GMO były Indie (12 mln ha bawełny), Chiny (4 mln ha bawełny, papai i topoli) i Pakistan (3 mln ha bawełny). W 2012 roku po opublikowaniu badań Seralinigo dotyczących rakotwórczego wpływu NK603 Rosja zawiesiła import kukurydzy od Monsanto, jednak wznowiła go po 4 miesiącach. Jedynym krajem, który uprawia zmodyfikowane bakłażany, jest Bangladesz.

### Europa
Komisja Europejska (KE) zaaprobowała ponad 70 odmian GMO, a w 2013 roku oszacowała, że gospodarka UE straciła 9,6 mld euro przez zbyt wolną autoryzację GMO. Mimo to 9 krajów wprowadziło zakaz (określany przez niektórych naukowców i rolników jako nieuzasadniony, a według EFSA i prawników – nielegalny na gruncie praw krajowych) uprawy GMO, głównie MON 810. W 2006 roku Światowa Organizacja Handlu (WTO) orzekła, że moratorium na GMO obowiązujące w latach 1998–2004 było pogwałceniem zasad międzynarodowego handlu. W 2013 roku panel arbitrażowy WTO potwierdził, że moratorium to było złamaniem umów międzynarodowych. Francuski Sąd Kasacyjny (odpowiednik polskiego Sądu Najwyższego) w latach 2011, 2013 oraz 2016, a także Trybunał Sprawiedliwości Unii Europejskiej w 2011 roku orzekały, że zakaz upraw GMO we Francji jest nielegalny, jako że nie ma argumentów za jego szkodliwością.
Od końca lat 90 do uprawy jest dopuszczona, przez Europejski Urząd ds. Bezpieczeństwa Żywności (EFSA), odmiana kukurydzy zmodyfikowanej MON 810, a od 2010 roku zmodyfikowany ziemniak Amflora. W 2015 roku największe uprawy GMO w Europie miała Hiszpania (0,1 mln ha). Ziemniaka Amflora w 2010 roku uprawiano na 265 hektarach w trzech państwach członkowskich, przede wszystkich w pobliżu zakładów przetwórczych, jednak w 2012 roku zaprzestano z powodu oporu społeczeństwa. W 2013 roku Sąd (organ Trybunału Sprawiedliwości Unii Europejskiej) orzekł, że KE złamała prawo, legalizując ziemniaka Amflora.
W 2012 roku wzrosło poparcie dla GMO wśród mieszkańców Europy. Metaanaliza 214 badań (opublikowana w 2013 roku) wykazała, że Europejczycy są tak samo pozytywnie nastawieni do GMO jak reszta świata.

## Prawo dotyczące GMO
Protokół do Konwencji o różnorodności biologicznej podpisany 29 stycznia 2000 w Montrealu
zobowiązuje strony do zapewnienia, że tworzenie, przekazywanie, transport, wykorzystanie, przemieszczanie i uwalnianie jakichkolwiek żywych zmodyfikowanych organizmów jest prowadzone w sposób zapobiegający lub zmniejszający zagrożenie dla różnorodności biologicznej, z uwzględnieniem także zagrożeń dla ludzkiego zdrowia (art. 2).
W Polsce obowiązuje ustawa z 22 czerwca 2001 o mikroorganizmach i organizmach genetycznie zmodyfikowanych.